# Uddevalla AK
Uddevalla Atletklubb är en brottningsklubb i Uddevalla som grundades den 2 november 1921. Genom åren har fem brottare från klubben blivit svenska mästare: Sanfrid Söderqvist (1925), Johan Gustafsson (1925), Johan Börjesson (1930), Hans Antonsson (fristil 1965, 1966, 1967; grekisk-romersk 1967) och Malin Jönsson (fristil 2018)